# حجل برتقالي العنق
حجل برتقالي العنق (الإسم العلمي:Arborophila davidi)، هو نوع من الطيور يتبع جنس حجلان التلال من أسرة الحجلاوات ضمن فصيلة التدرجية من رتبة الدجاجيات.